# 아프리카 올해의 축구 선수
아프리카 올해의 축구 선수는 1년간 가장 좋은 활약을 펼친 아프리카 축구 연맹에 소속된 국가의 축구 선수에게 수여하는 상이다. 1970년부터 1994년까지 프랑스의 축구 잡지인 프랑스 풋볼에서 수상했으며, 1992년부터 아프리카 축구 연맹에서 동일한 이름의 상을 공식적으로 수여하기 시작했다.

## 역대 수상자
| 수상 연도 | 수상자                                          | 국적                  |
| --------- | ----------------------------------------------- | --------------------- |
| 1970      | 살리프 케이타                                   | 말리                  |
| 1971      | 이브라힘 선데이                                 | 가나                  |
| 1972      | 셰리프 술레이만                                 | 기니                  |
| 1973      | 치멘 브왕가                                     | 자이르                |
| 1974      | 폴 무킬라                                       | 콩고                  |
| 1975      | 아메드 파라스                                   | 모로코                |
| 1976      | 로제 밀라                                       | 카메룬                |
| 1977      | 타라크 디아브                                   | 튀니지                |
| 1978      | 카림 압둘 라자크                                | 가나                  |
| 1979      | 토마스 은코노                                   | 카메룬                |
| 1980      | 장 망가 온구엔                                  | 카메룬                |
| 1981      | 라흐다르 벨루미                                 | 알제리                |
| 1982      | 토마스 은코노                                   | 카메룬                |
| 1983      | 마무드 알 하티브                                | 이집트                |
| 1984      | 테오필 아베가                                   | 카메룬                |
| 1985      | 모하메드 티무미                                 | 모로코                |
| 1986      | 바두 에자키                                     | 모로코                |
| 1987      | 라바흐 마드제르                                 | 알제리                |
| 1988      | 칼루샤 브왈랴                                   | 잠비아                |
| 1989      | 조지 웨아                                       | 라이베리아            |
| 1990      | 로제 밀라                                       | 카메룬                |
| 1991      | 아베디 펠레                                     | 가나                  |
| 1992      | 아베디 펠레 (CAF & 프랑스 풋볼)                 | 가나                  |
| 1993      | 라시디 예키니 (CAF) 아베디 펠레 (프랑스 풋볼)   | 나이지리아 가나       |
| 1994      | 이매뉴얼 아무니케 (CAF) 조지 웨아 (프랑스 풋볼) | 나이지리아 라이베리아 |
| 1995      | 조지 웨아                                       | 라이베리아            |
| 1996      | 느왕쿼 카누                                     | 나이지리아            |
| 1997      | 빅터 이크페바                                   | 나이지리아            |
| 1998      | 무스타파 하지                                   | 모로코                |
| 1999      | 느왕쿼 카누                                     | 나이지리아            |
| 2000      | 파트리크 음보마                                 | 카메룬                |
| 2001      | 엘 하지 디우프                                  | 세네갈                |
| 2002      | 엘 하지 디우프                                  | 세네갈                |
| 2003      | 사뮈엘 에토                                     | 카메룬                |
| 2004      | 사뮈엘 에토                                     | 카메룬                |
| 2005      | 사뮈엘 에토                                     | 카메룬                |
| 2006      | 디디에 드로그바                                 | 코트디부아르          |
| 2007      | 프레데리크 카누테                               | 말리                  |
| 2008      | 에마뉘엘 아데바요르                             | 토고                  |
| 2009      | 디디에 드로그바                                 | 코트디부아르          |
| 2010      | 사뮈엘 에토                                     | 카메룬                |
| 2011      | 야야 투레                                       | 코트디부아르          |
| 2012      | 야야 투레                                       | 코트디부아르          |
| 2013      | 야야 투레                                       | 코트디부아르          |
| 2014      | 야야 투레                                       | 코트디부아르          |
| 2015      | 피에르에메리크 오바메양                         | 가봉                  |
| 2016      | 리야드 마레즈                                   | 알제리                |
| 2017      | 무함마드 살라흐                                 | 이집트                |
| 2018      | 무함마드 살라흐                                 | 이집트                |
| 2019      | 사디오 마네                                     | 세네갈                |
| 2022      | 사디오 마네                                     | 세네갈                |
| 2023      | 빅터 오시멘                                     | 나이지리아            |
| 2024      | 아데몰라 루크먼                                 | 나이지리아            |